# 呂利 (弗里堡州)
呂利（法語：Lully，法語發音：[lyli]）是瑞士弗里堡州的一个市镇，位於該國西部，面積5.5平方公里，海拔高度494米，2011年人口1,004，六成半人口信奉羅馬天主教，人口密度每平方公里183人。